# Stazione di Downshire
La stazione di Downshire ( in inglese britannico Downshire railway station) è una stazione ferroviaria che fornisce servizio a Carrickfergus, contea di Antrim, Irlanda del Nord. Attualmente l'unica linea che vi passa è la Belfast-Larne. La stazione fu aperta il 1º aprile 1925 ed era inizialmente conosciuta come Downshire Park. Acquisì il nome attuale nel 1970 su iniziativa dell'operatore attuale dell'Ulster, la NI Railways. Nel giugno 2011 sono iniziati i lavori per il miglioramento della stazione, che hanno comportato la chiusura del binario solitamente usato dai treni diretti verso Belfast. Dal 1º luglio 2011 al 31 agosto dello stesso anno solo il binario verso Larne è rimasto usufruibile.

## Treni
Da lunedì a sabato c'è un treno ogni ora verso Belfast Central o Larne Harbour, con treni aggiuntivi nelle ore di punta. La domenica la frequenza di un treno ogni due ore è costante per tutto il corso della giornata, ma il capolinea meridionale è Great Victoria Street.

## Servizi ferroviari
- Belfast-Larne

## Servizi
- Biglietteria self-service
- Distribuzione automatica cibi e bevande
- Biglietteria
- Fermata e capolinea autobus urbani
- Servizi igienici
- Sala di attesa
- Annuncio sonoro arrivo e partenza treni